# Jaune du Sud
Pour les articles homonymes, voir Jaune (homonymie).
La Jaune du Sud est une race de bovins de type Zébu, de petite taille, trouvés dans le Sud de la Chine, au Viêt Nam, et à Taïwan. Ils sont dérivés de Bos taurus et B. indicus, mais les Chinois ne font pas de distinction entre ces deux sous-espèces pour des raisons traditionnelles, et les appellent simplement le « bétail jaune ». De petite taille, la Jaune du Sud est connue pour sa tolérance à la chaleur et sa résistance aux parasites.

## Histoire
Le groupe de la jaune du Sud comprend les races Minnan ou Min-nan, Wuling, Leiqiong ou Qionglei, Panjiang ou Sanjiang, Yunnan, Deng-chuan et tibétaine,.
La domestication des bovins jaunes en Chine remonte à une période de 8 000 à 10 000 ans, au Néolithique. Ce nom de provient vraisemblablement pas de la robe de l'animal, mais plutôt du berceau de domestication, près du fleuve Jaune. Robert Swinhoe mentionne vraisemblablement un bovin de cette race dans ses correspondances avec Charles Darwin.
Traditionnellement, la caractérisation des bovins jaunes se base sur trois berceaux d'élevage, dont la localisation a fait l'objet de publications de recherche en Chine au milieu des années 1980. Cette classification reste largement d'usage en Chine.

## Description
La Jaune du sud est l'une des trois races de bovins chinois jaunes, les deux autres étant la Jaune des plaines centrales et la Jaune du Nord. La Jaune du Sud appartient clairement à la sous-espèce du Zébu (Bos taurus indicus), la jaune du Nord étant de l'espèce Bos taurus taurus.
Les Jaune du sud sont des animaux robustes de petite taille, qui présentent une bonne tolérance à la chaleur et une résistance aux parasites.

## Utilisations
Les Jaunes du Sud sont utilisés principalement comme animaux de traction, mais sont maintenant sélectionnés pour la production de viande. Au Viêt Nam, ils sont sélectionnés pour la production de lait, et croisés avec des Sindhi rouge à cette fin. Sur Hainan, dans les années 1960, ces bovins sont parfois sellés et bridés comme des chevaux.

## Diffusion de l'élevage
La Jaune du Sud est propre au Sud de la Chine, au Viêt Nam, et à Taïwan.